# Bleialfer Tunnel
Der Bleialfer Tunnel ist ein 400 m langer, stillgelegter Eisenbahntunnel der Westeifelbahn am Rande der Eifelgemeinde Bleialf in der Verbandsgemeinde Prüm im Eifelkreis Bitburg-Prüm, Rheinland-Pfalz. Der Tunnel besteht aus zwei Röhren, deren ältere im Zweiten Weltkrieg gesprengt wurde.

## Lage
Der Tunnel liegt westlich von Bleialf, gut 1 km von Ortszentrum entfernt und unterquert den über 500 m hohen Himmesberg zwischen dem Alfbach- und Ihrenbachtal.

## Bauweise
Die 1917 eröffnete Röhre des Bleialfer Tunnels ist am Ostportal mit einer Länge von 400 m angegeben, einige Quellen sprechen aber von 401 m. Im Streckenbuch der DB, vor ca. 25 Jahren eingesehen, stand eine Länge von 377 m. Die Breite beträgt 5 m und ist damit für eine eingleisige Strecke ausgelegt. Die Höhe der Tunnelröhre beträgt 5,7 m. Die Seitenwände sind betoniert, die Decke mit roten Ziegelsteinen gemauert. Der Tunnel verläuft mit einer leichten Steigung in einer 60°-Kurve. Zum alten Tunnel existiert noch ein 11,5 m langer Verbindungsgang, der 2 m breit und 2,1 m hoch ist.

## Geschichte

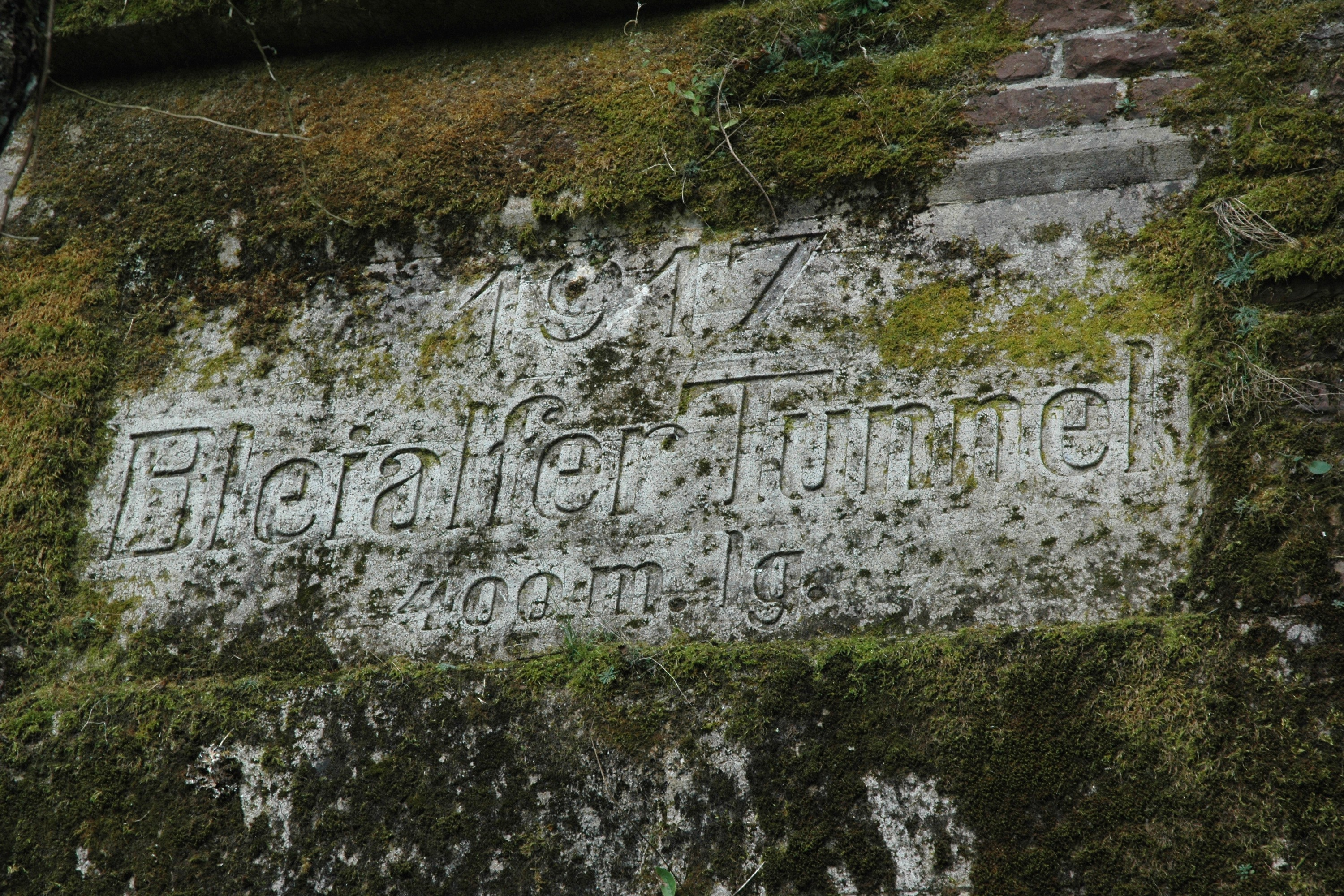
Inschrift am Ostportal

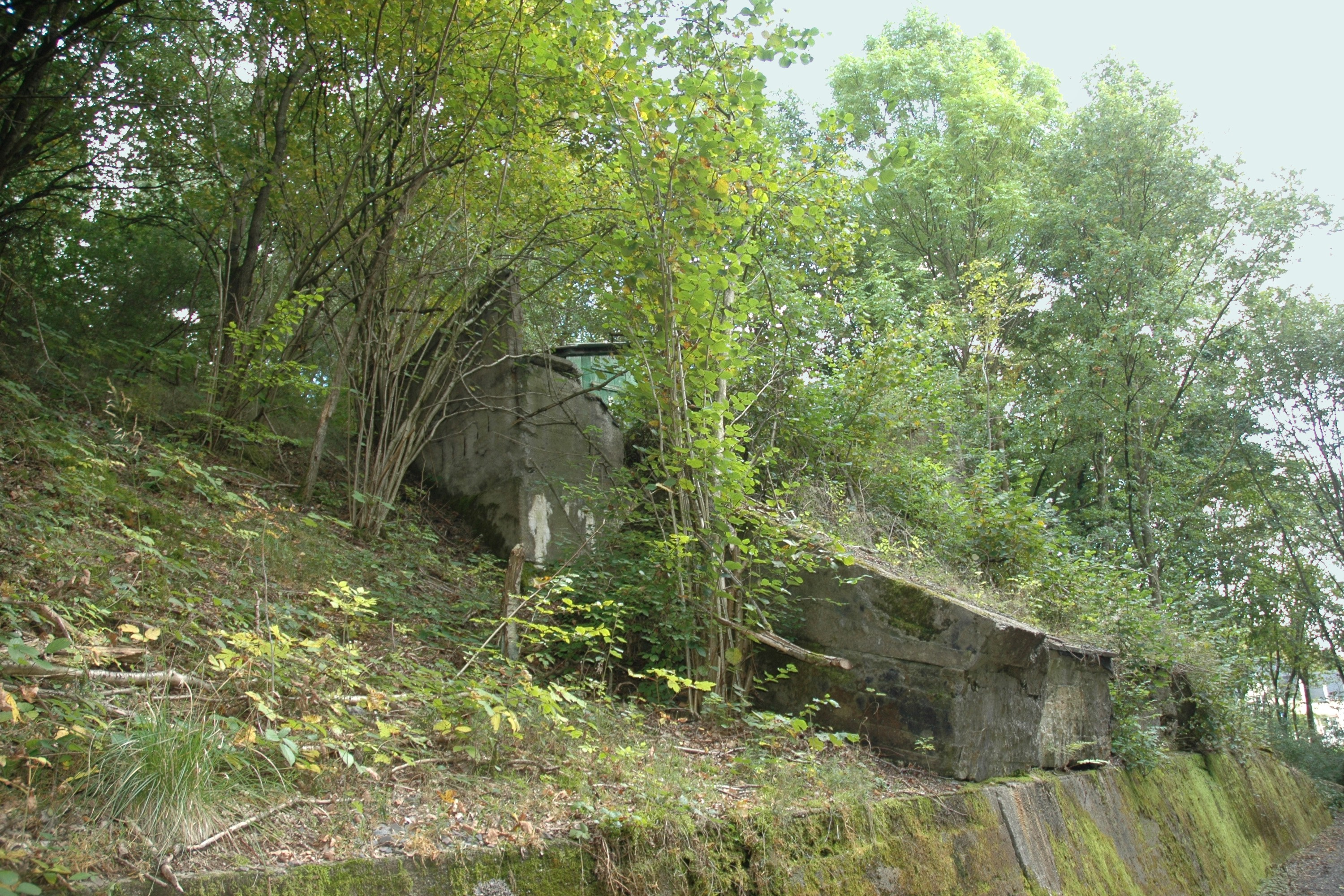
Straßenbrücke vor dem Ostportal

Die Geschichte des Tunnels geht bis in die 1880er-Jahre zurück. Nach Eröffnung des 24,3 km langen ersten Abschnitts der Westeifelbahn von Gerolstein bis Prüm am 22. Dezember 1883 wurde am 1. Oktober 1886 die 19 km lange Verlängerung über Pronsfeld bis Bleialf freigegeben. Im weiteren Verlauf bis nach St. Vith erforderte die Topographie den Bau eines Tunnels, der mit Eröffnung des letzten Streckenabschnitts, der bei Lommersweiler auf die Vennbahn trifft, am 1. Oktober 1888 freigegeben wurde.
Der damals gebaute Bleialfer Tunnel war 400 Meter lang. Am 1. Januar 1917 wurde nordöstlich eine zweite, von der Firma Grün & Bilfinger AG aus Mannheim gebaute, ebenfalls 400 m lange Röhre in einem Abstand von ca. 11,5 m zur ersten eröffnet. In den ersten beiden Dekaden des 20. Jahrhunderts wurde die Strecke der Westeifelbahn sukzessiv zweigleisig ausgebaut. Dennoch wurde der alte Tunnel bereits 1918 geschlossen. Der Grund der Schließung ließ sich nicht ermitteln. Vermutlich wurde er bereits in den 1930er-Jahren zur Waffenherstellung genutzt. Auch während des Zweiten Weltkriegs war dort ein Rüstungsbetrieb ansässig. 1944 wurden die Gleisanlagen und der Tunnel beschädigt und 1945 wurde der alte Tunnel, ebenso wie die zwischen dem Ostportal und dem Bahnhof Bleialf gelegene Straßenbrücke, welche die Bahntrasse querte und Großlangenfeld mit Bleialf verband, gesprengt. Der neue Tunnel wurde am 31. Januar 1945 ebenfalls stark im Mitleidenschaft gezogen, als ein mit Panzerfäusten beladener Waggon explodierte und das Tunnelgewölbe an der Ostseite auf 80 m eindrückte. Im Februar/März 1945 wurden die Schäden notdürftig repariert, um die Verbindung von Bleialf nach St. Vith wieder aufnehmen zu können. Am 17. Oktober 1949 wurde der Abschnitt zwischen Pronsfeld und Ihren offiziell wiedereröffnet. Der Streckenabschnitt bis St. Vith wurde aber dauerhaft stillgelegt.
Der letzte Zug fuhr am 31. Dezember 1965 durch den Bleialfer Tunnel. Danach wurde der gesamte Schienenverkehr zwischen Bleialf und Ihren eingestellt, ebenso der Personenverkehr nach Pronsfeld. In den folgenden Jahren wurde die gesamte Strecke von Pronsfeld bis zur deutsch-belgischen Grenze zurückgebaut. 1972 wurde der Tunnel an beiden Seiten mit roten Ziegelsteinen zugemauert. Lediglich im oberen Bereich wurden kleine Aussparungen belassen. In diesem Zustand blieb das Bauwerk über 30 Jahre, bis Ende 2006 die alte Mauer in den Tunnelportalen abgerissen und durch eine neue aus Kalksandstein mit breiten Stahltoren und Lüftungsschlitzen im oberen Bereich ersetzt wurde.

## Zustand
Der Bleialfer Tunnel befindet sich in einem sehr guten Zustand. Die Portale sind vollständig erhalten und im Inneren sind keine gravierenden Schäden zu erkennen. Der Boden des inzwischen beleuchteten Tunnels ist asphaltiert. Vom alten Tunnel ist bis auf den Verbindungsgang, der allerdings verschlossen ist, kaum noch etwas sichtbar. Die Fragmente der gesprengten Brücke sind aber noch gut zu erkennen.

## Heutige Nutzung

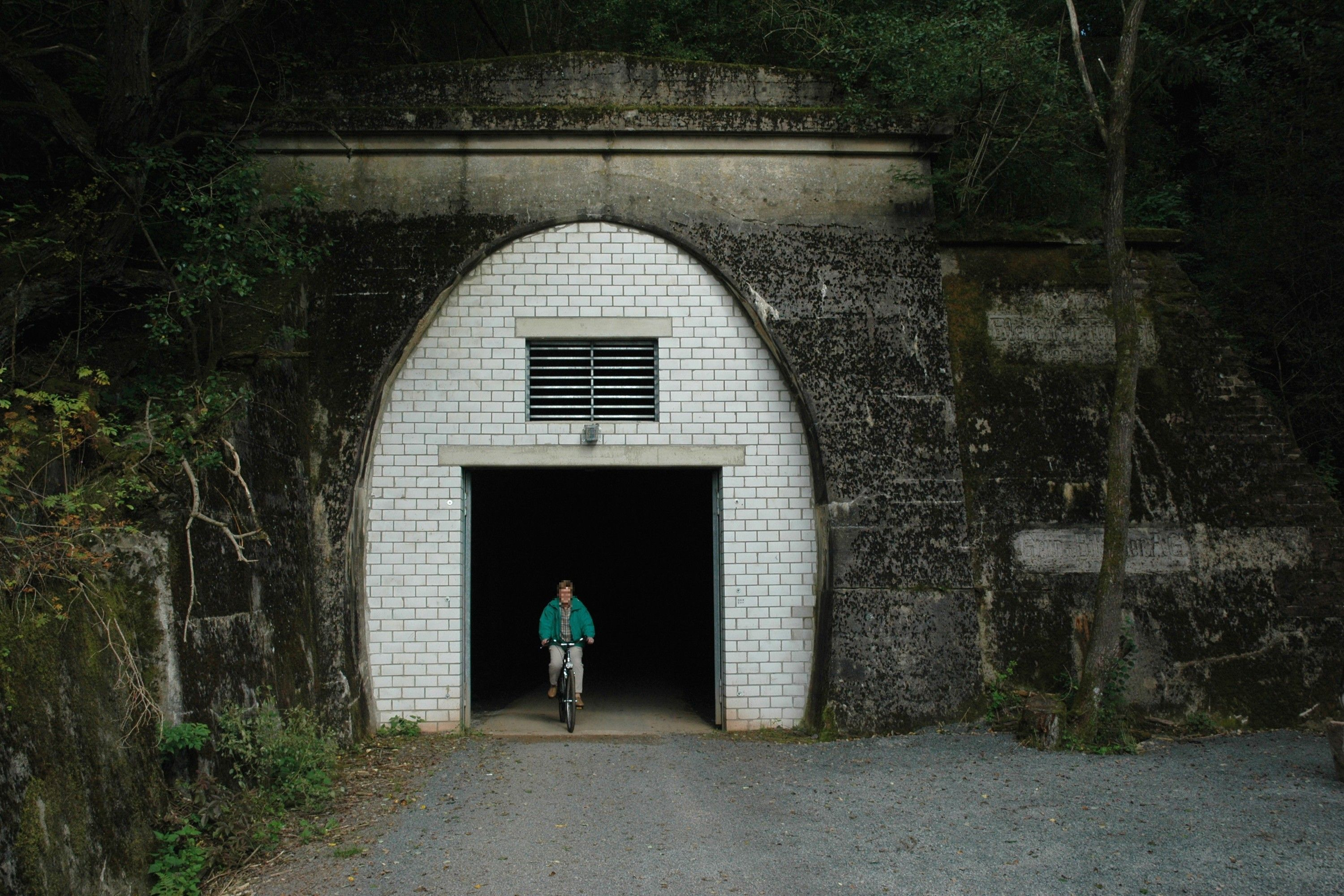
Radfahrer am Westportal

Nachdem der Tunnel 35 Jahre lang verschlossen war, erfolgte am 17. Mai 2007 die offizielle Öffnung und am 24. August 2007 wurde die Trasse der ehemaligen Westeifelbahn als Eifel-Ardennen-Radweg freigegeben. Von den 29 km zwischen Prüm und Steinebrück an der deutsch-belgischen Grenze verlaufen 21 km auf dem Bahndamm. Durch die Einbeziehung des Bleialfer Tunnels bleibt den Radfahrern der anstrengende Umweg über den Himmesberg erspart.
In den Jahren, in denen der Tunnel ungenutzt und geschützt von menschlichen Eingriffen war, haben darin Fledermäuse ihr Winterquartier eingerichtet, das sie ab November nutzen, um bis Februar ihren Winterschlaf zu halten und es im März/April wieder zu verlassen. Um die Tiere zu schützen, ist der Tunnel zwischen dem 1. November und 31. März geschlossen.